# Tom Burton
Tom Burton (ur. 24 maja 1980 w Luton) – brytyjski wioślarz.

## Osiągnięcia
- Mistrzostwa Europy – Poznań 2007 – ósemka – 5. miejsce[1].
- Mistrzostwa Europy – Ateny 2008 – ósemka – 6. miejsce[1].
- Mistrzostwa Świata – Poznań 2009 – ósemka – 5. miejsce[1].